# Monster Garage
Monster Garage var ett svenskt motormagasin som var en kopia av den amerikanska TV-serien med samma namn där ett team av mekaniker, designers och experter förvandlar ett ordinärt fordon till något extraordinärt. Programledare är Per "Pelle" Hallström, Fredrik Fagerström och Atilla Peközer och som "spökröst" Gösta Engström. Programmet hade premiär den 18 april 2005. Avsnitten spelades in i Kallhäll i norra Stockholm i det nu delvis rivna industriområdet Bolinder Strand. I samma lokal fanns, innan det revs, Grufman Bil AB.

## Avsnitt

### Avsnitt 1 - Volvovalpen
Måndag 18 april 2005 kl. 20.00. I det första avsnittet av Monster Garage är uppdraget att bygga om en gammal uttjänt Volvo valp till ett betydligt häftigare åk. "Ambitionen är att brudarna ska stå på kö för att få åka med". (Citat från Kanal 5.)

### Avsnitt 2 - Snöskotern
Måndag 25 april 2005 kl. 20.00. "Monster garage bygger om en snöskoter så den får 25 hk, mycket ovanligt, ett måste att se". (Citat från Kanal 5.)

### Avsnitt 3 - Wheelie Car
Måndag 2 maj 2005 kl. 20.00. "En rostig gammal Chevrolet Caprice ska om fyra dagar kunna dra upp på bakhjulet och utklassa alla kaxiga, snorande, bakhjulsåkande mopedister". (Citat från Kanal 5.)

### Avsnitt 4 - Demolition Sumo Derby
Måndag 9 maj 2005 kl. 20.00. "Två team, Röd-Atilla och Blå-Fredde, skall tävla i ett derby där den bil som antingen rullar längst eller knuffar ut motståndaren ur ringen vinner". (Citat från Kanal 5.)

### Avsnitt 5 - Sleeper
Måndag 16 maj 2005 kl. 20.00. "Att bygga om en Ford Escort likbil till en sleeper. Bland gatbilar finns uttrycket "sleeper" - en bil som ser ut som original men har något betydligt vassare under huven - kort sagt en förklädd dragracer. Uppdraget lyckas om likbilen kan köra från en Porsche i ett streetrace". (Citat från Kanal 5.)

### Avsnitt 6 - Hillclimber car
Måndag 23 maj 2005 kl. 20.00. "Att av en BMW 735i bygga en backeracer som klarar att köra upp för en sandtagsvägg med 45 graders lutning. Hela ekipaget måste komma över sandtagskanten för att uppdraget skall lyckas. Klarar den inte det måste bygget förstöras". (Citat från Kanal 5.)

### Avsnitt 7 - Traktor
Måndag 30 maj 2005 kl. 20.00. "Ett riktigt landsvägslok ska bli traktor. En Mercedes ska bli en monstertraktor som både har komfort och stil men ändå fungerar som traktor. Testet blir förstås ute på åkern där traktorn ska få visa vad den går för. Klarar den inte uppdraget har bygget dragit sin första och sista harv och går ett grymt öde till mötes". (Citat från Kanal 5.)

### Avsnitt 8 - Speedway Chopper
Måndag 6 juni 2005 kl. 20.00. "En stor fet Harley skall förvandlas till en monster-speedway-racer. Lyckas de inte spöa speedwayteamet Eldarna på deras hemmaplan går cykeln upp i rök". (Citat från Kanal 5.)

### Avsnitt 9 - Tung amerikanare i vattnet
Måndag 13 juni 2005 kl. 20.00. "Monsterbyggarna går till sjöss i utmaningen att bygga om Buick Park Avenue till en amfibiebil". (Citat från Kanal 5.)

### Avsnitt 10 - Volvo vs Saab i tuff dragkamp
Måndag 20 juni 2005 kl. 20.00. "Byggänget delas upp i ett Volvo- och ett Saabteam som får varsin bil som de skall få ut så mycket motoreffekt och väggrepp som möjligt ur så att de klarar dra sin motståndare av banan i en dragkamp". (Citat från Kanal 5.)